# Harez Habib
Harez Arian Habib (* 12. Februar 1982 in Kabul) ist ein afghanischer Fußballspieler und -trainer.

## Leben
Habib kam am 12. Februar 1982 in Kabul zur Welt, zog aber bereits im Alter von drei Jahren nach Kassel um. Er lebt seit Dezember 2013 in Frankfurt am Main und arbeitet als Personalmanager in einem Unternehmen in Frankfurt am Main.

## Karriere

### Verein
Bereits im Alter von vier Jahren trat Habib der Jugend des SV Nordshausen bei, wo er zwölf Jahre bis 1998 blieb. Danach wechselte er zum GSV Eintracht Baunatal, wo er noch mal zwei Jahre blieb.
Zur Saison 2000/01 trat Harez Habib dem Bezirksoberligisten SpVgg Olympia Kassel bei. Nach einem Jahr ging er zurück zu seinem Jugendclub GSV Eintracht Baunatal, dessen erste Mannschaft in die Landesliga Hessen Nord aufgestiegen war. Am Ende der Saison stieg man wieder in die Bezirksoberliga ab, doch bereits in der darauffolgenden Saison gelang der Wiederaufstieg.
Nach dem Aufstieg wechselte der Mittelfeldspieler zur Saison 2003/04 zum Landesliga-Konkurrenten KSV Baunatal II. Nach der Saison und dem Abstieg in die Bezirksoberliga folgte sein Wechsel zum VfL Kassel, die ebenfalls in der Landesliga Hessen Nord spielten. Nach einem 10. Platz am Ende der Saison 2006/07 ging Habib in der darauffolgenden Spielzeit zum Hessenliga-Aufsteiger FSC Lohfelden. Mit sechs Toren in 31 Spielen trug er mit zum Klassenerhalt des Vereins bei.
Zur Saison 2008/09 wechselte er zum Regionalligisten KSV Hessen Kassel. Er unterschrieb einen Einjahresvertrag bis zum 30. Juni 2009 und erhielt die Rückennummer 17. Während der Saisonvorbereitung Ende Juli 2008 zog er sich einen Innenbandteilriss und eine Zerrung des Kreuzbandes zu und musste fünf Wochen pausieren. Sein Pflichtspieldebüt gab der Deutsch-Afghane am 27. September 2008 beim 5:0-Sieg gegen den TSV Großbardorf, als er nach seiner Einwechslung auch sein erstes Tor zum zwischenzeitlichen 4:0 erzielte. In der ersten Saison verpasste der KSV als Zweiter knapp dem Aufstieg in die 3. Liga. Nach fünf Toren in 28 Spielen verlängerte Habib im Mai 2009 seinen auslaufenden Vertrag um weitere zwei Jahre bis zum 30. Juni 2011. In der zweiten Saison wurde man Vierter, der Mittelfeldspieler erzielte in 29 Einsätzen aber keinen Treffer. Im Juli 2010 wurde Habib Opfer eines personellen Umbruchs beim KSV und wurde trotz laufenden Vertrages in die zweite Mannschaft abgeschoben. Bei der zweiten Mannschaft half er schon während der Saison 2008/09 fünfmal aus und schoss dabei zwei Tore. Mit dem KSV Hessen Kassel II spielte er in der Verbandsliga und schoss insgesamt 62 Tore, davon 39 in der Saison 2011/12.
Zur Saison 2012/13 ging Habib zum BC Sport Kassel. Fortan agiert Habib als Kapitän des Gruppenligisten. Am Ende der Saison stieg man souverän als Tabellen-Erster in die Verbandsliga Nord auf, wobei Habib mit 19 Toren in 27 Spielen maßgeblichen Anteil daran hatte. Anfang der Saison 2013/14 gab Habib sein Amt als Kapitän ab, um sich nur auf das Sportliche konzentrieren zu können. Im Dezember 2013 verließ Harez Habib nach 30 Toren in 44 Spielen den Verein, weil er berufsbedingt nach Frankfurt am Main umziehen musste. Ende Januar 2014 wechselte er zum Hessener Süd-Verbandsligisten Spvgg 05 Frankfurt-Oberrad. Am Ende der Saison standen für Habib elf Einsätze und zwei Tore zu Buche und es gelang der Aufstieg in die Hessenliga. Doch bereits nach einem halben Jahr verließ er den Verein schon wieder. Ende Juli 2014 wechselte Habib zum Frankfurter West-Gruppenligisten KSV Klein-Karben. Zur Saison 2015/16 kapselten sich die Herrenmannschaften vom Hauptverein ab und spielten fortan unter dem neuen Namen FC Karben. Habib wurde dabei Spielertrainer der in der ersten Mannschaft. Nachdem sein Vertrag im November 2019 aufgelöst wurde, schloss er sich Anfang des neuen Jahres als Spielertrainer dem Kreisoberligisten TSG Ober-Wöllstadt an.

### Nationalmannschaft
Sein Debüt für die afghanische Fußballnationalmannschaft gab der zentrale Mittelfeldspieler am 26. Oktober 2007 im WM-Qualifikationsspiel gegen Syrien (1:2). Er stand, neben Yusuf Barak und Obaidullah Karimi, nach nur einer Trainingseinheit mit der Mannschaft in der Startelf und bereitete das zwischenzeitliche 1:0 durch Karimi vor.
Seine beiden ersten Länderspieltore erzielte er am 4. Juni 2008 bei der Südasienmeisterschaft gegen Sri Lanka. Aufmerksam wurde der afghanische Verband auf ihn, nachdem der DFB 2003 zusammen mit dem Deutschen Olympischen Sportbund ein Fußballprojekt in Afghanistan startete und der deutsche Trainer Klaus Stärk als neuer Nationaltrainer der Afghanen vorgestellt wurde.

## Erfolge
- Aufstieg in die Landesliga Hessen Nord 2002/03 mit dem GSV Eintracht Baunatal
- 2. Platz in der Regionalliga 2008/09 mit dem KSV Hessen Kassel
- 2. Platz in der Verbandsliga Hessen Nord 2010/11 mit dem KSV Hessen Kassel II
- Torschützenkönig der Verbandsliga Hessen Nord 2011/12 mit 39 Toren
- Aufstieg in die Verbandsliga Hessen Nord 2012/13 mit dem BC Sport Kassel
- Aufstieg in die Fußball-Hessenliga 2013/14 mit der Spvgg 05 Frankfurt-Oberrad